# Артёмов, Георгий Калистратович
Георгий Калистратович Артёмов (1892—1965) — русский художник, живописец, график и скульптор, сценограф.

## Биография
Родился 17 февраля 1892 года в станице Урюпинской. Его отец — Калистрат Артемов, был врачом и атаманом. Мать — Матрёна Данов, была медицинским работником; рисовала, интересовалась театром. В семье были братья — Петр, Иван, Дмитрий и сестра Анна.
В 1899—1905 годах учился в Новочеркасском Донской Императора Александра III кадетском корпусе. В 1906—1907 годах посещал в Ростове рисовальные классы, возглавляемые И. С. Богатыревым, выпускником Российской Академии художеств, а также замечательным художником и педагогом — А. С. Чиненовым, методы преподавания которого получили признание на всемирной выставке в Париже. В 1908 году Артёмов начал участвовать в выставках Ростово-Нахичеванского общества изящных искусств. В 1911 году провел в Ростове-на-Дону персональную выставку, на которой представил около 50 работ.
В 1909—1912 годах он продолжил образование в Московском художественном училище живописи, ваяния и зодчества в мастерской К. А. Коровина. Учась в Москве, Артемов не порывает связь с Ростовом и в 1912 году участвует в выставке картин «Салон», организованной ростовскими и московскими художниками. В декабре 1913 года он отправляется в Париж по стипендии, полученной за успешное окончание училища.
C началом Первой мировой войны, 26 августа 1914 года — вступает в 1-й Иностранный полк, участвует в боях в Шампании, Прюней-на-Марне. 10 февраля 1915 тяжело ранен, был награждён Военным Крестом. Долгие месяцы провел в госпитале в Бур-Сен-Морис, продолжая заниматься живописью.
В 1920 году Артёмов эмигрирует в Константинополь. В 1921 году вступает в Союз русских художников за рубежом и выставляется в Таксиме в казарме Мак-Маона. Здесь знакомится с молодой художницей Лидией Никаноровой, которая становится его другом и любовью. Вернувшись в Париж в 1922 году, он добивается разрешения на визу во Францию и для Лидии.
В 1924 году они переезжают на Корсику, где дружат с семьей кинематографистов Туржанских и их другом Пименовым, который создает декорации для кино. В 1925 году Георгий и Лидия вступают в Союз русских художников в Париже и организует праздники, привлекающие интерес Парижа. Георгий занимается скульптурой и пишет знаменитые натюрморты с рыбами и пейзажи, которые останутся довольно редкими в его творчестве. 28 июля 1927 Артемов женится на Лидии.
В 1927—1938 годах Артёмов участвует в выставках в Салоне художников-декораторов. Неоднократно награждается медалями. В 1930 году совместно с Лидией выставляется в Париже в галерее «Мост искусств», получает медаль в салоне художников-декораторов. С 1931 года активно участвует в выставках художников-анималистов в галерее Э. Брандта в Париже, выставляя небольшие скульптуры. Становится членом ассоциации анималистов. В том же году его произведения опубликованы в журнале «Русское искусство», а также выставляются на международной колониальной выставке в Париже во Дворце искусств. В 1937 году Артёмов получает премию Парижской международной выставки.
После смерти Лидии (2 августа 1938) он обращается к религиозной теме и пишет «Пиету», где в образе Христа изображена его жена Лидия.
В 1940 году, после вступления немецких войск на территорию Франции, Артемов бежит на юг, сначала в Кастельнодари, потом в Тулузу. Продолжает работать. Создает два панно «Охота на львов», алтарь и витраж для церкви Криста Руа в Тулузе. Позже переезжает в Сорез, где остаётся на целых десять лет и где женится на художнице Жанне Астр. В 1945 году в Сорезе у них родилась дочь Мария.
В 1948 году Артемов принимает французское гражданство. В 1952 году с маленькой дочерью и женой Артемов переехал в Ревель, где у Жанны был дом. Их мастерская стала центром культурной жизни города.
В 1960-е годы здоровье его ухудшается. Умер Георгий Артёмов 9 июля 1965 года в Ревеле.